# Comuna Nîrkiv, Zalișciîkî
Nîrkiv (în ucraineană Нирків) este o comună în raionul Zalișciîkî, regiunea Ternopil, Ucraina, formată din satele Nahoreanî și Nîrkiv (reședința).

## Demografie
Componența lingvistică a comunei Nîrkiv
     Ucraineană (99,88%)
     Alte limbi (0,12%)
Conform recensământului din 2001, majoritatea populației comunei Nîrkiv era vorbitoare de ucraineană (99,88%), existând în minoritate și vorbitori de alte limbi.